# سی-مدیا
سی-مدیا (انگلیسی: C-Media) شرکت سخت‌افزار تایوانی است، که در سال ۱۹۹۱ تأسیس شد.